# Гомельский областной Совет депутатов
Гомельский областной совет депутатов (бел. Гомельскі абласны савет дэпутатаў), сокращённо Гомельский облсовет (бел. Гомельскі аблсавет) — законодательный представительный орган местного самоуправления на территории Гомельской области. В состав депутатского корпуса входит 60 депутатов избираемых по мажоритарной системе. Срок полномочий Гомельского облсовета депутатов — 4 года.

## История
В Гомеле на дворце Румянцевых-Паскевичей сохранилась мемориальная табличка, сообщающая, что именно в нем заседал Совет рабочих и солдатских депутатов, провозгласивший в ноябре 1917 года победу Советской власти в городе.
В октябре 1916 года в казармах Гомельского пересыльного пункта (нынешняя фабрика "Труд" на площади Восстания) произошли стихийные антивоенные волнения солдат, казаков и матросов, поводом для волнений послужило рукоприкладство офицера, который ударил донского казака, который сбежал из германского плена.
В сентябре 1917 года толпа деморализованных солдат, едва не разгромила Гомельский Совет, заседавший дворце Паскевичей. Меньшевики, выступавшие за войну "до победного конца", вынуждены были спасаться бегством через чёрный ход. В их числе, был Петр Богданов, будущий председатель Совета народного хозяйства РСФСР.

### Международное сотрудничество
Гомельский областной Совет депутатов имеет ряд соглашений с другими законодательными или представительными органами власти Венгрии, Болгарии, Сербии, России, Италии, Чехии, Армении, Китая и других.

## Полномочия облсовета
В соответствии со статьёй 121 Конституции Республики Беларусь:
- утверждение программ экономического и социального развития, бюджета Гомельской области и отчетов об их исполнении;
- установление местных налогов и сборов;
- определение порядка управления и распоряжения коммунальной собственностью;
- назначение местных референдумов;
- утверждает кандидатуру председателя Гомельского областного исполнительного комитета, назначаемого Президентом Республики Беларусь;
- избирает 8 членов Совета Республики Национального собрания Республики Беларусь от Гомельской области.

## Состав
Выборы в 27-й созыв Совета состоялись 23 марта 2014 года, на которых были избраны 60 депутатов. Лишь одна политическая партия — КПБ, представлена в облсовете. Все остальные члены являются беспартийными.
По итогам выборов депутатов местных Советов депутатов 18 февраля 2018 года численность избирателей в Гомельской области составила 1 097 164. В голосовании приняло участие 885 950 избирателей, или 80,75% от общего числа включенных в списки избирателей. В областной совет прошли 7 членов политических партий, среди них: 3 — члены Коммунистической партии, 2 — члены Республиканской партии труда и справедливости и 2 — члены Социал-демократической партии Народного Согласия.
| Партия                                                       | Получила голосов | Мест |
| ------------------------------------------------------------ | ---------------- | ---- |
| Либерально-демократическая партия                            | 45307            | 0    |
| Объединённая гражданская партия                              | 6153             | 0    |
| Партия БНФ                                                   | 0                | 0    |
| Коммунистическая партия Беларуси                             | 48119            | 3    |
| Белорусская партия левых «Справедливый мир»                  | 7749             | 0    |
| Белорусская социал-демократическая партия (Грамада)          | 0                | 0    |
| Республиканская партия труда и справедливости                | 34550            | 2    |
| Белорусская патриотическая партия                            | 0                | 0    |
| Белорусская партия «Зелёные»                                 | 0                | 0    |
| Консервативно-Христианская Партия - БНФ                      | 0                | 0    |
| Партия «Белорусская социал-демократическая Грамада»          | 0                | 0    |
| Социал-демократическая партия Народного Согласия             | 21209            | 2    |
| Республиканская партия                                       | 0                | 0    |
| Белорусская аграрная партия                                  | 0                | 0    |
| Белорусская социально-спортивная партия                      | 0                | 0    |
| Партия свободы и прогресса                                   | 0                | 0    |
| Партия Белорусская Христианская Демократия                   | 0                | 0    |
| Белорусская партия трудящихся                                | 0                | 0    |
| Белорусская социал-демократическая партия (Народная Грамада) | 0                | 0    |

## Постоянные комиссии областного Совета депутатов
- Мандатная и по вопросам контроля;
- По экономике, бюджету, финансам и коммунальной собственности;
- По аграрным вопросам, экологии и проблемам преодоления последствий катастрофы на Чернобыльской АЭС;
- По социальным вопросам;
- По развитию и благоустройству населенных пунктов;
- По местному самоуправлению;
- По законности и правопорядку;

## Руководство
- Председатель — Зенкевич Екатерина Анатольевна;
  - Заместитель председателя — Иванцов Олег Анатольевич.

## ЧленыСовета Республикиот Гомельской области
- Беляков Андрей Эдуардович;
- Дворак Григорий Владимирович;
- Ковалькова Оксана Михайловна;
- Кравченко Игорь Иванович;
- Ляхов Александр Андреевич;
- Мельникова Галина Владимировна
- Трибунах Галина Петровна;
- Ядренцев Олег Иванович.